# フィジーオオウスバカミキリ
フィジーオオウスバカミキリ（斐濟大薄羽天牛、Xixuthrus heros）は節足動物門昆虫網鞘翅目カミキリムシ科のカミキリムシの一種。

## 生息地
名前通り南太平洋フィジー諸島に生息しているが、Xixuthrus属はいくつかの亜種に分かれ、その最大種であり、代表種のHerosは、ビィティレブ島にだけ住んでいる。

## 特徴
体長が100-150mmに達し、大きな個体では160mmを超えるとも云われる巨大なカミキリムシで、アジア、オセアニア地域では最大のカミキリムシであるだけではなく、その地域の甲虫類や昆虫類としても最大級となる。
オスはクワガタムシを思わせる程大顎が太く、前方へ向かって長く付くが、メスは大顎の長さではオス程では無い。歩脚も長く、特に前脚部は、伸ばすとほぼ体長並みの長さになる。オスの触角は体長並みに長く、ウスバカミキリの仲間では最長となる。体長ではタイタンオオウスバカミキリ、大顎の長さではオオキバウスバカミキリに及ばなくても、触角ではその２種をも凌いでいる。メスは触角の長さでもオスよりやや短い。
体色は黒で、茶褐色の毛が生えており、その毛は前翅にそれぞれ4本ずつ筋のように伸びており、種類によってその付き方が異なる。普通のフトカミキリ類のような胸部を前後に伸縮させて発する発音機能は無いが、腹部と前翅及び後翅を擦り合わせて、ノコギリカミキリのような威嚇音を出すという。

## 生態
フィジー諸島ヴィチレブ島の熱帯雨林帯に生息している。
幼虫は熱帯雨林の倒木や、枯死した樹木を食べて数年かけて成長して成虫になると思われるが、詳しい生態は分かっていない。成虫は羽化した後には何も食べず、ほぼ繁殖行動のみとなる。
成虫の数は少ないが、生息場所が小さい島である事と、かつて島民が本種の幼虫を食用にしたり、島に来たイギリス人などの開発によって熱帯雨林が激減して見られなくなり、一時は絶滅宣言が出されていた程であり、小さな島の限られた環境のみで生きている事から、開発による絶滅の危機に現在も晒されている。

## 亜種
代表種のHerosの他、フィジー諸島に住む本種は、以下の亜種に分けられる。
Subgenus  Xixuthrus  Thomson, 1864
- Xixuthrus arfakianus (Lansberge, 1884)
- Xixuthrus costatus (Montrouzier, 1855)
- Xixuthrus ganglbaueri Lameere, 1912
- Xixuthrus granulipennis Komiya, 2000
- Xixuthrus gressitti Marazzi, Marazzi & Komiya, 2006
- Xixuthrus heros (Gräffe, 1868)
- Xixuthrus lameerei Marazzi, Marazzi & Komiya, 2006
- Xixuthrus lansbergei (Lameere, 1912)
- Xixuthrus microcerus (White, 1853)
- Xixuthrus solomonensis Marazzi & Marazzi, 2006
- Xixuthrus terribilis Thomson, 1877 (syn. = X. heyrovskyi Tippmann, 1945)
- Xixuthrus thomsoni Marazzi, Marazzi & Komiya, 2006

Subgenus Daemonarthra Lameere, 1903
- Xixuthrus helleri (Lameere, 1903)